# Eugène Asse
Louis-Eugène-Auguste Asse du Plessis-Asse, dit Eugène Asse, né le 25 mars 1830 à Paris où il est mort le 1er février 1901, est un homme de lettres, journaliste et bibliothécaire français.

## Biographie
Il fait ses études au lycée Louis-le-Grand et à la Faculté de droit de Paris. Il se fait inscrire comme avocat à la Cour d'appel de Paris et devient attaché du premier avocat général Oscar de Vallée en 1858. Il collabore à Revue contemporaine et à la Biographie générale de Didot, puis il devient rédacteur politique au Moniteur universel auquel il continuera à collaborer toute sa vie. Il devient ensuite sous-bibliothécaire à la bibliothèque de l'Arsenal et se fait connaître en publiant les correspondances et les mémoires d'un grand nombre de personnalités des XVIIe et XVIIIe siècles. Il publie aussi des ouvrages de vulgarisation historique et contribue des articles à de nombreuses autres revues, en particulier au Bulletin des bibliophiles que dirige son ami Georges Vicaire.
En 1882, il reçoit le prix Archon-Despérouses.

## Principales publications
- Lettres portugaises [de Mariana Alcoforado], avec les réponses. Lettres de Mlle Aïssé, suivies de celles de Montesquieu et de Madame du Deffand au chevalier d'Aydie, etc., 1873
- Lettres de Mlle de Lespinasse, suivies de ses autres œuvres et de lettres de Mme Du Deffand, de Turgot, de Bernardin de Saint-Pierre, 1876
- Mlle de Lespinasse et la marquise Du Deffand, 1877
- Lettres de la marquise Du Châtelet, 1878
- Lettres de Mme de Graffigny, suivies de celles de Mmes de Staal, d'Épinay, du Boccage, Suard, 1879
- Poésies et œuvres diverses du chevalier Antoine Bertin, 1879
- Lettres de l'abbé Galiani, 2 vol., 1881
- La France aux croisades, 1888
- Louis XI et Charles le Téméraire, 1889
- Mémoires de la duchesse de Brancas, suivis de la correspondance de Mme de Châteauroux et d'extraits des Mémoires pour servir à l'histoire de Perse, 1890
- Mémoires de Madame de La Fayette, 1890
- L'Académie française depuis Louis XIII jusqu'à nos jours, 1890 Texte en ligne
- Anecdotes sur le Mal de Richelieu, par C. de Rulhière, 1890
- Lettres de la présidente Ferrand au baron de Breteuil, suivies de L'histoire des amours de Cléante et de Bélise et des Poésies d'Antoine Ferrand, 1890 Texte en ligne
- Les petits romantiques : Antoine Fontenay, Jean Polonius, l'indépendance de la Grèce et les poètes de la Restauration, Jules de Rességuier, Édouard d'Anglemont, Paris, 1900, 341 p. (lire en ligne)
- Alfred de Vigny et les éditions originales de ses poésies, 1895
- Le Palais au XIXe siècle. Le premier avocat général, Oscar de Vallée, 1896
- Les Bourbons bibliophiles, rois et princes, reines et princesses, avant-propos par Georges Vicaire, 1901
- Souvenirs et portraits de famille, 1902

## Source biographique
- Notice nécrologique parue dans La Correspondance archéologique et historique dirigée par Fernand Bournon et Fernand Mazerolle, Paris, février 1901, p. 42-45.